# Thanksgiving (film)
Thanksgiving è un film del 2023 diretto e co-prodotto da Eli Roth. La pellicola è tratta dall'omonimo fake trailer diretto dallo stesso Roth per il film Grindhouse nel 2007.

## Trama
Durante il Ringraziamento a Plymouth, nel Massachusetts, le persone si riuniscono fuori dal superstore RightMart locale in preparazione per i saldi del Black Friday. Jessica Wright, il cui padre Thomas è proprietario del negozio, lascia entrare presto il suo fidanzato Bobby e i suoi amici Evan, Gabby, Scuba e Yulia attraverso una porta laterale. La folla fuori li vede e, in preda alla frenesia, si precipita nel negozio, provocando la morte di più persone, tra cui Amanda Collins, la moglie del direttore del negozio Mitch. Bobby si rompe un braccio quando cerca di salvare qualcuno e successivamente scompare dal gruppo. Un anno dopo, RightMart si sta preparando per un'altra svendita del Black Friday, nonostante le proteste di Mitch e di molti altri residenti.
Nel frattempo, Jessica e i suoi amici e amiche vengono taggate in un post sui social media di un tavolo del Ringraziamento con i loro nomi attorno. Bobby, che ha rotto con Jessica, torna a Plymouth per lavorare per suo zio dopo essere rimasto ferito nella rivolta, con grande dispiacere dell'attuale fidanzato di Jessica, Ryan. Una cameriera di nome Lizzie viene attaccata e uccisa da una figura vestita con abiti neri che indossa una maschera di John Carver. La polizia scopre che Lizzie era presente all'incidente del Black Friday, il che li porta a credere che le persone coinvolte nel massacro siano state prese di mira da Carver. Jessica aiuta le indagini fornendo il filmato della rivolta allo sceriffo della città, Eric Newlon. Carver si scatena a Plymouth e uccide diversi residenti, tra cui la guardia di sicurezza di RightMart Manny e gli studenti delle scuole superiori Lonnie, pluribocciato e personal trainer in palestra, e la fidanzata Amy, giovane cheerlader. 
Evan e Gabby vengono presto rapiti da Carver, mentre Jessica evita per un pelo di essere uccisa. Il padre di Yulia decide di trasferire la famiglia in Florida, ma lui e il vice sceriffo che li sorveglia vengono uccisi da Carver, che attacca Yulia. Jessica e Scuba vanno a casa di Yulia, ma non riescono a impedire a Carver di sventrare Yulia con una sega circolare prima che scappi. La polizia tenta di attirare Carver facendo partecipare la famiglia Wright e Scuba a una parata del Ringraziamento, travestiti da pellegrini.Tuttavia, Carver deduce il loro piano e decapita una mascotte del tacchino prima di inviare bombe fumogene tra la folla, facendo disperdere tutti in preda al panico e dando a Carver l'opportunità di rapire i Wright e Scuba nel caos. Carver poi cucina viva la matrigna di Jessica, Kathleen, in un forno prima di servirla come "tacchino" a un tavolo da pranzo circondato dai suoi ostaggi e dai cadaveri delle sue vittime. 
Carver poi spacca la testa di Evan in un live streaming prima che Jessica e Scuba taglino i suoi cordoni e fuggano, attirandolo lontano dagli altri. Jessica sfugge a Carver scavalcando una recinzione e correndo attraverso il bosco arriva al magazzino di una parata e trova Newlon privo di sensi. Quando segue una figura che indossa la maschera di Carver all'interno, vede che è Bobby. Chiama Newlon per aiutarla a catturare Bobby, ma lui scappa.
La polizia arriva presto e li informa che i sopravvissuti sono al sicuro. Una volta che lasciano Jessica e Newlon da soli, Jessica nota che gli stessi detriti di rovi dalla recinzione e il bosco profondo che le sono rimasti attaccati sono anche sui vestiti e sulle scarpe da ginnastica di Newlon, rendendosi conto che è lui l'assassino. Newlon rivela che aveva una relazione con Amanda, che era incinta di suo figlio prima di morire. Questo era il motivo per cui assumeva i panni di Carver e cercava vendetta sui responsabili.
Con orrore di Newlon, viene rivelato che Jessica ha trasmesso in streaming la sua confessione, portandolo ad attaccarla finché non viene salvata da Bobby.
Mentre tentano di scappare a bordo di un carro attrezzi appartenente allo zio di Bobby, Newlon lo aggancia a una trave di supporto e si avvicina a loro con un'ascia. Jessica usa un moschetto per sparare a un pallone da parata di tacchini che era attaccato a un serbatoio di gas infiammabile, provocando un'esplosione che avvolge Newlon in fiamme. La mattina seguente, Bobby viene portato via in ambulanza e Jessica si riunisce con Ryan, Gabby e Scuba. Le autorità non riescono a trovare i resti di Newlon, il che li porta a credere che sia stato incenerito nell'esplosione. Tuttavia, Jessica continua ad avere incubi in cui un Newlon fiammeggiante la attacca.

## Produzione

### Sviluppo
Nel 2007 Eli Roth diresse il fake trailer Thanksgiving per il film Grindhouse e da allora ha progettato di trarne un lungometraggio. Nel gennaio 2023 Deadline Hollywood ha confermato che il film era in produzione e nel febbraio dello stesso anno Patrick Dempsey ed Addison Rae si sono uniti al cast.

### Riprese
Le riprese principali si sono svolte tra Toronto e Hamilton dal 13 marzo al 5 maggio 2023.

## Promozione
Il primo trailer del film è stato pubblicato il 5 ottobre 2023.

## Distribuzione
La distribuzione del film nelle sale statunitensi è avvenuta il 17 novembre 2023. In Italia è stato distribuito il giorno precedente.

## Accoglienza

### Incassi
Ha incassato 46553280 $, di cui 31908884 $ sul mercato domestico nordamericano.

### Critica
Su Rotten Tomatoes l'84% delle 152 recensioni dei critici è positivo, con un voto medio di 6,8 su 10. Su Metacritic il voto medio ponderato di 34 critici è di 63 su 100.

## Sequel
Nel novembre 2023 Eli Roth ha annunciato su Instagram che dirigerà un sequel del film, in uscita nel 2026.